# Satz von Schoenflies
Der im Jahre 1908 von Arthur Schoenflies bewiesene Satz von Schoenflies bildet ein wesentliches Bindeglied zwischen der Topologie und dem kombinatorischen Problem des Kartenfärbens (Vier-Farben-Satz). Anschaulich besagt er: Malt man eine geschlossene Kurve (ohne Überkreuzungen) auf ein Gummituch, dann kann man das Tuch so verziehen, dass aus der Kurve ein Kreis wird.

## Satz
Es sei {\displaystyle K\subset \mathbb {R} ^{2}} eine geschlossene Jordankurve und {\displaystyle S^{1}\subset \mathbb {R} ^{2}} bezeichne den Einheitskreis. Dann lässt sich jeder Homöomorphismus {\displaystyle h\colon K\to S^{1}} zu einem Homöomorphismus {\displaystyle H\colon \mathbb {R} ^{2}\to \mathbb {R} ^{2}} fortsetzen.

## Höhere Dimensionen
Die unmittelbare Verallgemeinerung des Satzes von Schoenflies auf höhere Dimensionen gilt nicht,
da in drei Dimensionen Alexanders Sphäre (siehe und Weblink) ein Gegenbeispiel bietet.
Dagegen hat Morton Brown den Satz wie folgt verallgemeinert:
Wird eine {\displaystyle (n-1)}-dimensionale Sphäre {\displaystyle S} lokal flach in eine {\displaystyle n}-dimensionale Sphäre {\displaystyle S^{n}} eingebettet, so ist das Paar {\displaystyle (S^{n},S)} homöomorph zu {\displaystyle (S^{n},S^{n-1})}, wobei {\displaystyle S^{n-1}} der Äquator der {\displaystyle n}-Sphäre ist.
(Dabei heißt eine Einbettung {\displaystyle i:S^{n-1}\rightarrow S^{n}} lokal flach, wenn es eine Einbettung {\displaystyle S^{n-1}\times \left[0,1\right]\rightarrow S^{n}} gibt, die auf {\displaystyle S^{n-1}\times \left\{0\right\}=S^{n-1}} mit {\displaystyle i} übereinstimmt.)
Dies gilt insbesondere für differenzierbar eingebettete Sphären, wo das Resultat als Satz von Mazur bekannt ist.

## Folgerung
Der Satz von Schoenflies zieht unmittelbar den Jordanschen Kurvensatz nach sich: Die beiden disjunkten Gebiete, in die    {\displaystyle \mathbb {R} ^{2}\setminus K}   zerlegt wird, sind gerade  {\displaystyle H^{-1}(\{x\in \mathbb {R} ^{2}:\|x\|_{2}<1\})}  (das beschränkte Gebiet) und  {\displaystyle H^{-1}(\{x\in \mathbb {R} ^{2}:\|x\|_{2}>1\})}  (das unbeschränkte Gebiet).